# Manuel Medrano (álbum)
Manuel Medrano es el álbum de estudio debut del cantante colombiano Manuel Medrano, lanzado el 30 de octubre de 2015.

## Lista de canciones
| Manuel Medrano |                             |          |  |
| N.º            | Título                      | Duración |  |
| 1.             | «Afuera del planeta»        |          |  |
| 2.             | «Bajo el agua»              |          |  |
| 3.             | «Como hacer para olvidarte» |          |  |
| 4.             | «Cuando te pensaba»         |          |  |
| 5.             | «Donde nadie pueda ir»      |          |  |
| 6.             | «El swing de la propuesta»  |          |  |
| 7.             | «La mujer que bota fuego»   |          |  |
| 8.             | «Quédate»                   |          |  |
| 9.             | «Si pudiera»                |          |  |
| 10.            | «Sin saber por qué»         |          |  |
| 11.            | «Una y otra vez»            |          |  |
| 12.            | «Yo solo nado contigo»      |          |  |